# Brinje, Dol pri Ljubljani
Brinje este o localitate din comuna Dol pri Ljubljani, Slovenia, cu o populație de 168 de locuitori.